# Bolero (musica)

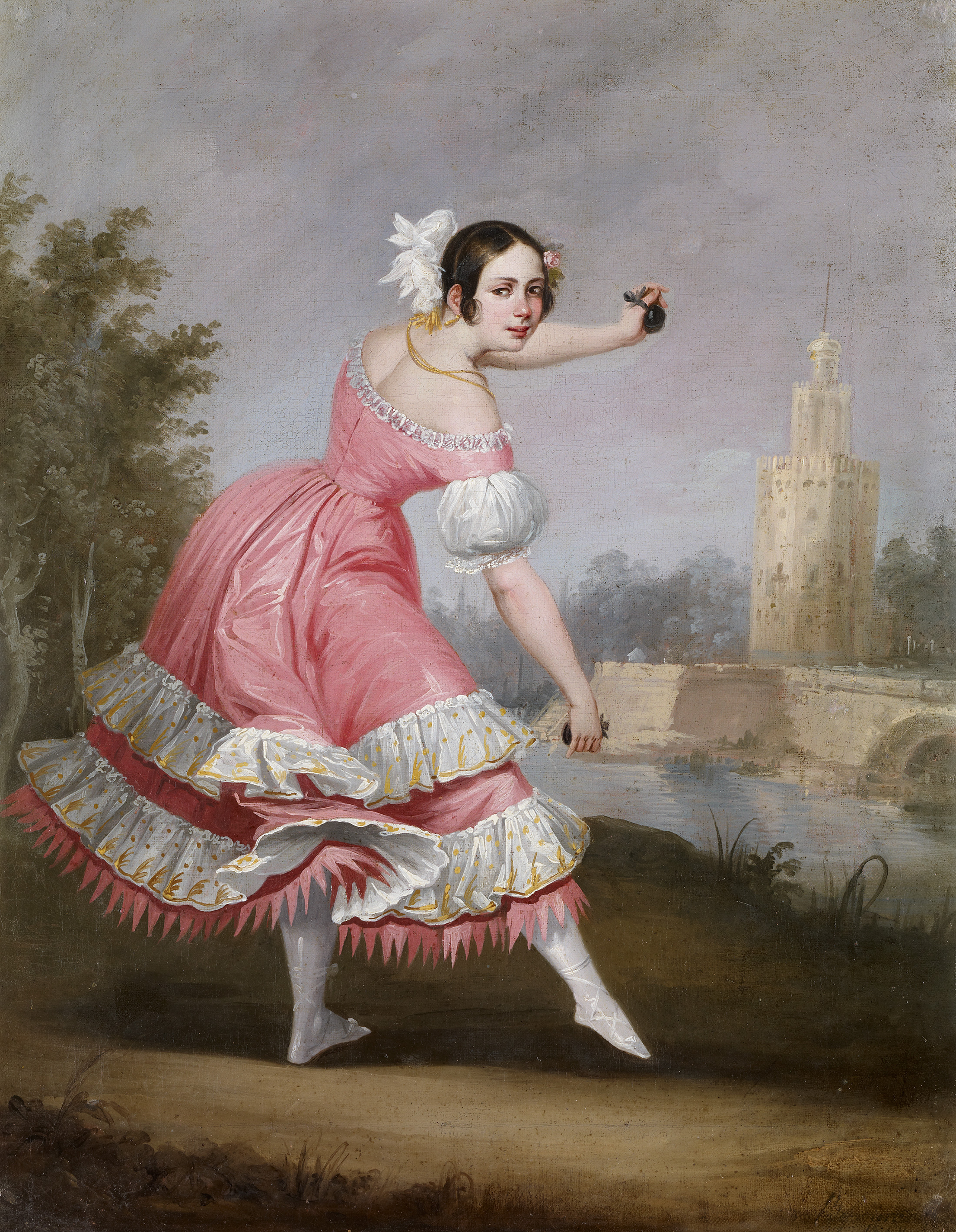
Antonio Cabral Bejarano: Una ballerina di Bolero (1842)

Il bolero è una danza di origine spagnola nata alla fine del XVIII secolo.
È caratterizzato da:
- un tempo in 3/4
- un ritmo netto ossessionante (spesso scandito da tamburi).

Esiste poi il bolero latino americano, in tempo binario, di origine cubana.
La composizione musicale più famosa di questo genere è il Boléro di Ravel, del 1928. Altri esempi famosi di bolero sono:
- Boléro in La minore, op. 19, di Fryderyk Chopin (1830-1831)
- Merci, jeunes amies, bolero di Hélène, da I vespri siciliani di Giuseppe Verdi (1855).
- Tomorrow never comes composta da Ernst Tubb nel 1945 e cantata tra gli altri da Elvis Presley (1970)
- Beck's Bolero di Jeff Beck (1968)
- Bolero: the Peacock's Tale dei King Crimson, parte della suite Lizard contenuta nell'omonimo album (1970)
- Abaddon's Bolero degli Emerson, Lake & Palmer contenuto nell'album Trilogy (1972)
- Bolero di Mia Martini contenuto nall'album Il giorno dopo (1973)
- A 200 dei Deep Purple contenuto nell'album Burn (1974)
- Le celebri Bésame mucho di Consuelo Velázquez e Historia de un amor di Arturo "Chino" Hassán, entrambe in tempo binario.
- Bolero gruppo musicale dal 1984.
- Blu di Ryuichi Sakamoto (2014).
- Rodrigo Amarante nel 2015 ha scritto e cantato “Tuyo”, un bolero utilizzato come tema musicale della serie Narcos, prodotta da Netflix.
- Giorgio Canali cita il bolero nella canzone "Falso Bolero" contenuta nell'album Tutti contro tutti del 2007.